# Tolype abdan
Tolype abdan är en fjärilsart som beskrevs av William Schaus 1924. Tolype abdan ingår i släktet Tolype och familjen ädelspinnare. Inga underarter finns listade i Catalogue of Life.